# 魔王遇難中
《魔王遇難中！！～旁邊還有愉快的伙伴們唷～》是遠田Marimo創作的日本漫畫作品。於講談社漫畫雜誌《別冊少年Magazine》上連載，日本單行本第1卷於2017年2月9日發售。

## 故事簡介
因為長年與天使對抗而導致魔力流失的魔王為恢復力量，打算帶同手下四天王前往人界屠殺人類收集靈魂。結果卻傳送到荒島之餘還用不了魔法！結果在缺水缺食物的情況下連榮譽也丟掉，落魄的魔界統治者開始了帶同四名手下的荒島求生。

## 角色

### 魔族
魔王
魔界統治者，因為長年與天使對抗而導魔力流失而打算帶前往人界屠殺人類收集靈魂恢復魔力，結果卻流落荒島。
因為人界沒有魔力用不了魔法，發覺自己沒了魔法就一無是處而自我厭惡中。
巴爾提亞
四天王中的參謀，平常帶著長筒型大頭盔。
衣服在點火時不小心燒了所以一直全裸，頭盔則用來當水桶打水。
外表是個單目鏡哥布林帥哥，但因為哥布林其與眾不同的審美觀，使得被族人稱為「史上最醜的哥布林」。
瑟希爾
四天王中力氣最大，外號「剛劍士」，與巴爾提亞素來不和。
力量型的龍人，但因巴爾提亞而變了小女生。
賽斯
四天王中的召喚師，唯一的女性。
在魔界時因為實力強大而瞧不起新人的克里亞，來到人界沒魔力成了廢人後反而事事依靠他。
本身為魅魔族族長的女兒，但因為自幼檢測到魔力才華而送到外面寄宿學校接受教育，回到家鄉見識同族的荒淫生活造成心理陰影。
克里亞
四天王中的新人，實力最弱。
狼頭獸人，本來就不擅長魔法所以受到影響最少，加上有野外求生經驗，反而成了最有用。

### 天使
米迦勒
四大天使長，外號「眾神之刃」。
烏列爾
四大天使之一，外號「聖光導者」。
到人界討伐魔王卻因不能用魔法反被捕獲。
拉斐爾
四大天使之一，外號「披風眷顧的少年」。
對變成小女生的瑟希爾一見鍾情，即使知道了對方的真實身分仍猛烈追求；後來魔王以「准許兩人交往」為條件，達成了停戰協議。
加百列
四大天使之一，外號「水之賢者」。
擁有四大天使中最強的肉體能力，與魔王等人對峙時被賽斯趁亂打倒；後來為了從荒島上求生，選擇與魔王等人停戰並合作。

## 用語
人界
人類居住的世界。因為時間流逝速度不同，人界十日只有魔界十秒，本來打算利用這點讓魔王離城一陣也不會有影響，結果成了魔王長期流落荒島也沒人營救的主因。
天界
對色情管制非常嚴厲，幾十年前已沒有色情刊物，導致天使們都非常純情。
聖光炮哈利路亞
天使利用魔力變出無數鏡片聚集光的攻擊魔法。魔王藉此想到利用巴爾提亞的單眼鏡來生火。

## 出版書籍
| 冊數 | 講談社        | 講談社                 | 東立出版社    | 東立出版社             |
| 冊數 | 發售日期      | ISBN                   | 發售日期      | ISBN                   |
| ---- | ------------- | ---------------------- | ------------- | ---------------------- |
| 1    | 2017年2月9日  | ISBN 978-4-06-395857-7 | 2018年1月26日 | ISBN 978-986-486-794-3 |
| 2    | 2017年10月6日 | ISBN 978-4-06-510236-7 | 2018年7月23日 | ISBN 978-986-486-795-0 |

## 外部連結
- 日本官方網站 （页面存档备份，存于）（日語）